# Agrias rubronigra
Agrias rubronigra är en fjärilsart som beskrevs av Le Moult 1926. Agrias rubronigra ingår i släktet Agrias och familjen praktfjärilar. Inga underarter finns listade i Catalogue of Life.